# Climat de Mayotte

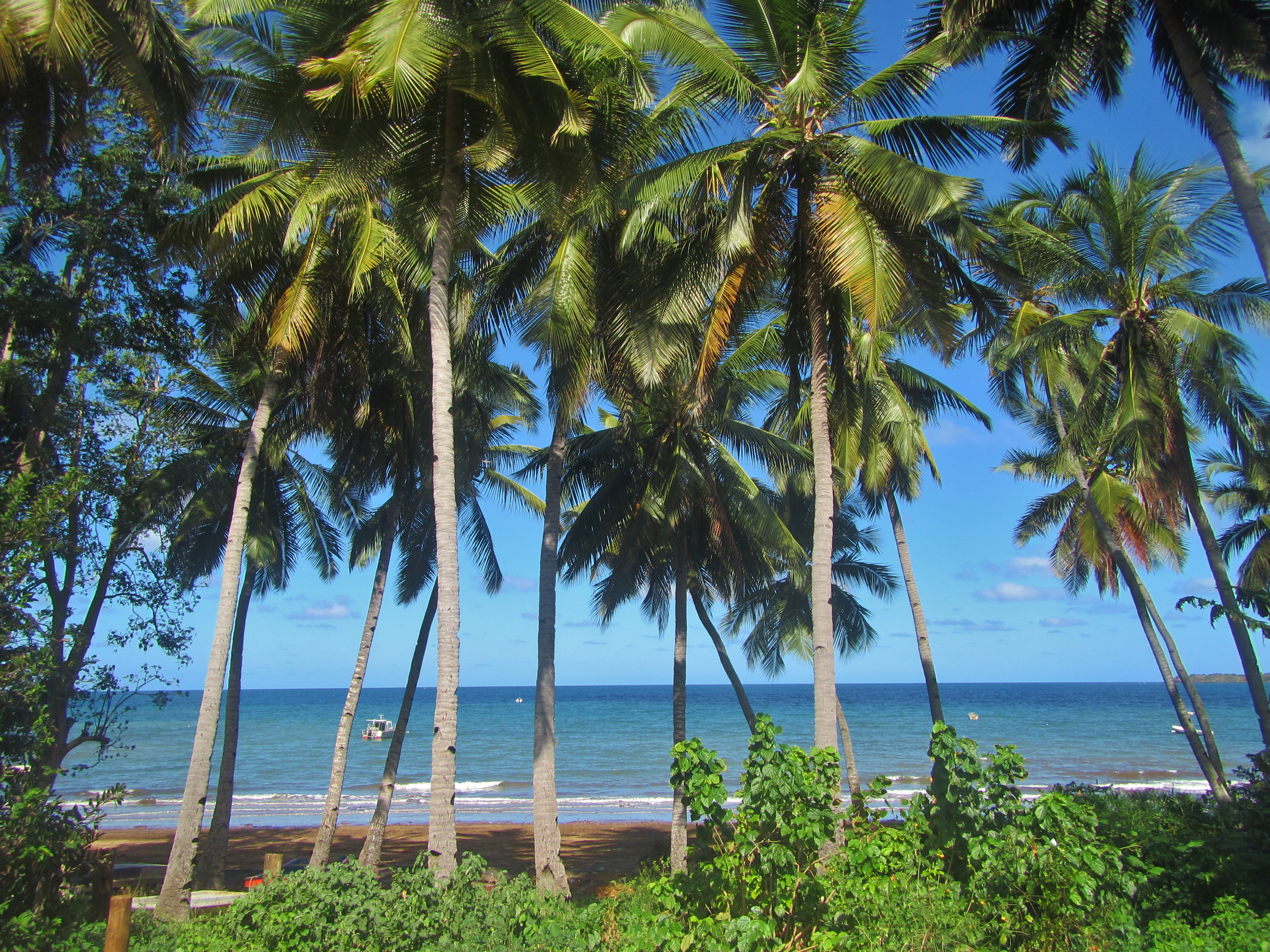
Le climat de Mayotte est résolument tropical (d'alizé maritime).

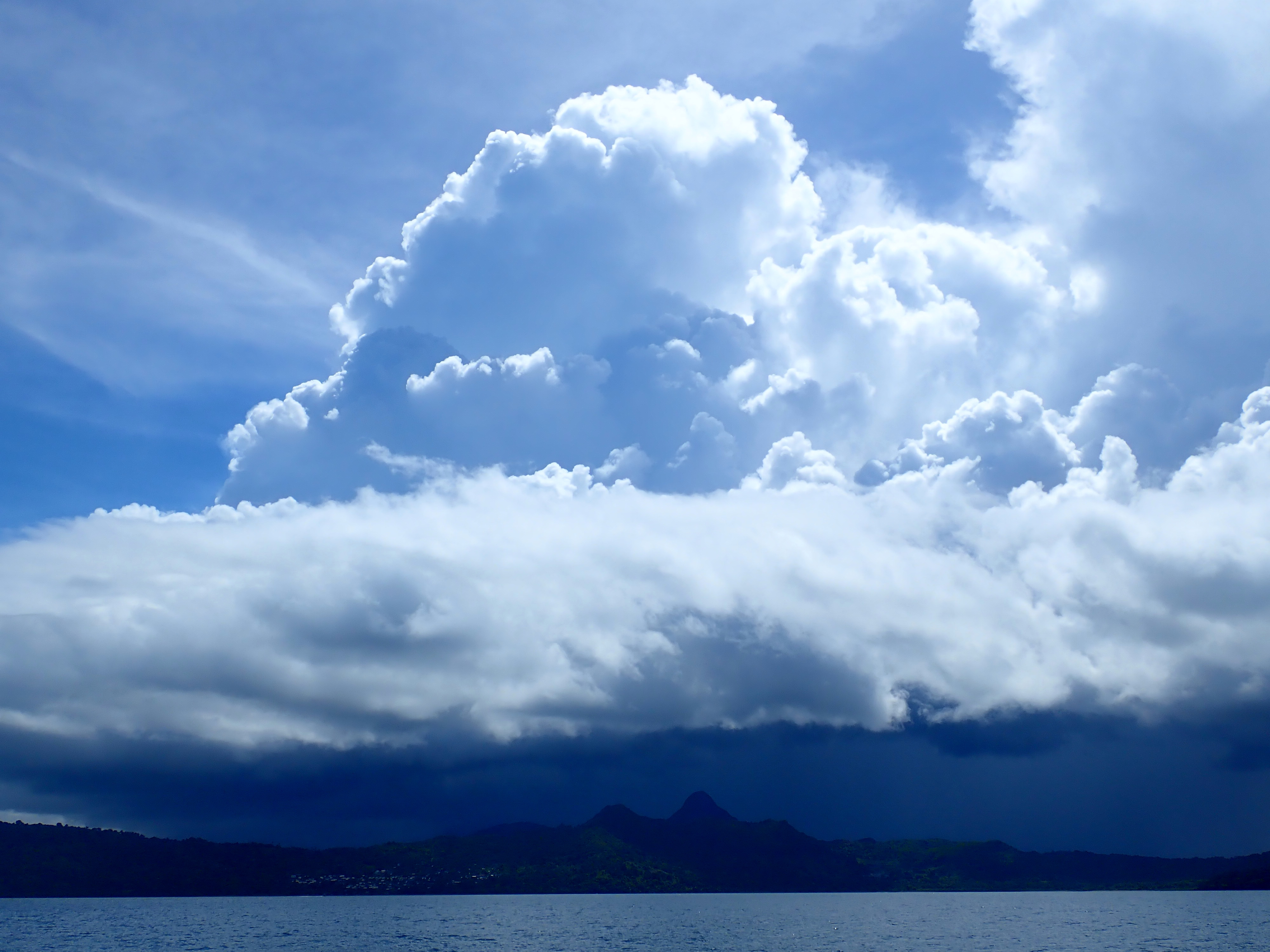
La saison des pluies (février 2018).

Le climat de Mayotte est tropical d'alizé maritime à cause des position et géographie de l'île. Les températures moyennes oscillent entre 30 et 40 °C en journée et 24 à 27 °C en soirée avec un taux d'hygrométrie dépassant souvent 85 %.

## Saisons
On distingue deux principales saisons séparées par deux intersaisons plus brèves.

### Saison des pluies oukashkasini
La saison des pluies ou kashkasini s'étale officiellement du 1er novembre au 30 avril, avec un cœur de mousson de décembre à mars, culminant en janvier. Durant cette période, il advient qu'il pleuve environ une fois par semaine. La température moyenne est de 35,4 °C. L'humidité s'élève à 85 % le jour et à 95 % la nuit. Il se peut que de fortes précipitations surviennent suivi de vents légèrement violents. Dzaoudzi reçoit ainsi plus d'un mètre d'eau durant une année dont 80 % pendant la saison des pluies, les inondations quoique rares, peuvent se produire durant l'année généralement en cette saison notamment dans la région de Mamoudzou. Cette saison se distingue par l'abondance des fruits tropicaux et une verdure couvrant toute l'île,.

### Saison sèche oukussini
La saison sèche ou kussini s'étale de mai à septembre. La saison est plus sèche et les alizés apparaissent. La température moyenne est de 31,7 °C. Les légumes prennent la place des fruits, l'herbe sèche et certains arbres (notamment les baobabs) perdent leurs feuilles.

### Intersaison d'avril à mai oumatulahi
Les températures chutent et les précipitations se font plus rares.

### Intersaison d'octobre à novembre oum'gnombéni
Les températures et l'humidité augmentent. C'est la période des plantations (manioc, bananes, maïs…). Les arbres fleurissent.

## Vents
Les vents dominants selon les saisons sèches et humides sont l'alizé du Sud-Est et la mousson du Nord-Est. La température de la mer oscille autour de 25,6 °C, mais peut souvent dépasser 30 °C.

## Cyclones
Les cyclones tropicaux, accrus tout au long de leur parcours par la chaleur échangée avec les eaux maritimes de surface chaudes, sont assez rares à Mayotte, protégée par Madagascar.
Cependant, il arrive parfois que certaines dépressions contournent l'île-continent, et elles peuvent alors dévaster végétation et habitations ; ainsi les cyclones de 1819, 1829 (avec l'effondrement du mont Kwale), 1836, 1858, 1864, 1898 (deux fois), 1920, 1934, 1950, 1962, 1975, 1978, d'avril 1984 (Kamisy, qui dévaste l'île) ou de janvier 1987, qui ont presque rasé l'île et fait des centaines de victimes,. La rareté des cyclones les rend en fait d'autant plus dangereux, car les mahorais, moins habitués que les réunionnais, n'y sont pas du tout préparés, et l'habitat n'y est pas adapté.

### Chido
Le premier cyclone significatif du XXIe siècle est Chido : Une alerte violette puis rouge sont émises. Il frappe l'île le 14 décembre 2024, avec des pointes de vents enregistrées à 226 km/h : c'est le plus puissant depuis 1934, rasant complètement les bidonvilles et une partie des habitations, ainsi qu'une grande partie de la végétation.
Un bilan provisoire fait état de 11 morts et 250 blessés.
La télévision publique compare le cyclone Chido de 2024 à celui du 18 février 1934.

## Fiche climatologique
| Mois                                            | jan.         | fév.          | mars          | avril         | mai           | juin         | jui.         | août         | sep.         | oct.         | nov.          | déc.          | année      |
| ----------------------------------------------- | ------------ | ------------- | ------------- | ------------- | ------------- | ------------ | ------------ | ------------ | ------------ | ------------ | ------------- | ------------- | ---------- |
| Température minimale moyenne (°C)               | 24,8         | 25            | 25            | 24,9          | 24,4          | 23           | 21,8         | 20,9         | 21,4         | 22,9         | 24,2          | 24,8          | 23,6       |
| Température moyenne (°C)                        | 27,7         | 27,8          | 27,9          | 27,8          | 27,1          | 25,8         | 24,7         | 24,3         | 24,9         | 26,1         | 27,2          | 27,7          | 26,6       |
| Température maximale moyenne (°C)               | 30,5         | 30,7          | 30,8          | 30,7          | 29,8          | 28,5         | 27,7         | 27,8         | 28,4         | 29,4         | 30,1          | 30,6          | 29,6       |
| Record de froid (°C) date du record             | 19,5 03.1984 | 21,3 17.1957  | 21,1 12.1951  | 21 17.1984    | 16,9 30.1957  | 16,3 19.1957 | 15,3 10.1994 | 15,8 30.1973 | 16,6 27.1974 | 17,2 16.1963 | 18,4 12.1963  | 18 03.1963    | 15,3 1994  |
| Record de chaleur (°C) date du record           | 35 25.1952   | 33,6 04.1966  | 33,6 24.2020  | 33,9 12.2020  | 33,3 07.2010  | 31,6 01.2017 | 30,4 18.2017 | 31 26.1953   | 32,1 30.2019 | 33,4 30.2015 | 34,1 18.2019  | 33,9 06.1953  | 35 1952    |
| Ensoleillement (h)                              | 183,3        | 174           | 203,5         | 232,7         | 249,3         | 236,3        | 237,1        | 254,7        | 246,1        | 251,2        | 219,2         | 207,5         | 2 694,7    |
| Précipitations (mm)                             | 269,8        | 229,8         | 207,2         | 101,2         | 31,3          | 19,7         | 10,6         | 12           | 20,4         | 57,8         | 83,4          | 182,9         | 1 226,1    |
| Record de pluie en 24 h (mm) date du record     | 231 08.1965  | 233,3 15.1985 | 256,2 25.1981 | 139,7 10.1984 | 114,8 10.1980 | 62,6 19.1997 | 43,3 07.1978 | 36,6 08.1973 | 46,7 06.1979 | 141 04.1987  | 117,7 06.2015 | 191,8 21.1981 | 256,2 1981 |
| Nombre de jours avec précipitations             | 14,8         | 13,3          | 12,7          | 7,5           | 4             | 3            | 1,8          | 2,5          | 3,1          | 5,3          | 6,7           | 11,4          | 86,1       |
| dont nombre de jours avec précipitations ≥ 5 mm | 10           | 9,1           | 7,9           | 4,8           | 1,8           | 1,1          | 0,7          | 0,7          | 1,1          | 2,5          | 3,5           | 7,2           | 50,3       |

| Diagramme climatique                                  |             |             |               |              |            |              |            |              |              |              |               |
| J                                                     | F           | M           | A             | M            | J          | J            | A          | S            | O            | N            | D             |
| 30,524,8269,8                                         | 30,725229,8 | 30,825207,2 | 30,724,9101,2 | 29,824,431,3 | 28,52319,7 | 27,721,810,6 | 27,820,912 | 28,421,420,4 | 29,422,957,8 | 30,124,283,4 | 30,624,8182,9 |
| Moyennes : • Temp. maxi et mini °C • Précipitation mm |             |             |               |              |            |              |            |              |              |              |               |